# Number Ones (ABBA)
Number Ones è un album di raccolta del gruppo pop svedese ABBA, pubblicato nel 2006.

## Tracce
1. Gimme! Gimme! Gimme! (A Man After Midnight)
2. Mamma Mia
3. Dancing Queen
4. Super Trouper
5. S.O.S.
6. Summer Night City
7. Money, Money, Money
8. The Winner Takes It All
9. Chiquitita
10. One of Us
11. Knowing Me, Knowing You
12. Voulez-Vous
13. Fernando
14. Waterloo
15. The Name of the Game
16. I Do, I Do, I Do, I Do, I Do
17. Take a Chance on Me
18. I Have a Dream